# Tararua clara
Tararua clara är en spindelart som beskrevs av Forster och Wilton 1973. Tararua clara ingår i släktet Tararua och familjen trattspindlar. Inga underarter finns listade i Catalogue of Life.